# Західноазійські ігри
Західноазійські ігри — мультиспортивні змагання, в яких брали участь атлети Західної Азії. 

## Історія
Західноазійські ігри вперше були організовані в Тегерані (Іран) 1997 року. Успіх Ігор призвів до створення Федерації ігор Західної Азії (англ. West Asian Games Federation, скор. WAGF) і наміру проводити Ігри кожні чотири роки. 2002 року в Ель-Кувейті (Кувейт) були проведені другі Західноазійські ігри, а 2005 — в Досі (Катар) треті. Наступні Ігри не відбулися через чотири роки через хвилю заворушень, що з 2010 року охопили низку арабських країн і отримали назву «Арабська весна».
Четверті Західноазійські ігри мали відбутися в Ірані аж 2014 року, але потім були перенесені на 2016 рік. Зрештою їх скасували після того, як Іран у вересні 2015 року переніс свій легкоатлетичний регіон із Західної Азії до Центральної Азії. Зараз WAGF складається з 12 країн-членів, а саме Бахрейну, Іраку, Йорданії, Кувейту, Лівану, Оману, Палестини, Катару, Саудівської Аравії, Сирії, Об’єднаних Арабських Еміратів та Ємену.

## Список Ігор
| Рік  | Ігри | Місто-організатор | Країна | Дата                        | Кількість країн | Кількість атлетів |
| ---- | ---- | ----------------- | ------ | --------------------------- | --------------- | ----------------- |
| 1997 | I    | Тегеран           | Іран   | 19 листопада - 28 листопада | 10              | 850               |
| 2002 | II   | Ель-Кувейт        | Кувейт | 3 квітня - 12 квітня        | 12              | 970               |
| 2005 | III  | Доха              | Катар  | 1 грудня - 10 грудня        | 13              | 1200              |